# Sitangkai
Sitangkai é um município de  primeira classe de renda municipal (d) na província Tawi-Tawi, nas Filipinas. De acordo com o censo de 1 de maio  de  2020 possui uma população de 37 319 pessoas e 6 842 domicílios.